# Бориловец
Бориловец (буг. Бориловец) је село на северозападу Бугарске у општини Бојница у Видинској области. Према подацима пописа из 2021. године село је имало 109 становника.

## Демографија
Према подацима пописа из 2021. године село је имало 109 становника док је према попису из 2011. било 198 становника што је мање за 45%. Већину становништва чине Бугари.
| Етнички састав према попису из 2011.‍ | Етнички састав према попису из 2011.‍ | Етнички састав према попису из 2011.‍ | Етнички састав према попису из 2011.‍ | Етнички састав према попису из 2011.‍ |
| ------------------------------------ | ------------------------------------ | ------------------------------------ | ------------------------------------ | ------------------------------------ |
|                                      |                                      |                                      |                                      |                                      |
| Бугари                               | Бугари                               |                                      | 176                                  | 88,89%                               |
| Нису одговорили                      | Нису одговорили                      |                                      | 22                                   | 11,11%                               |